# Amt Amrum

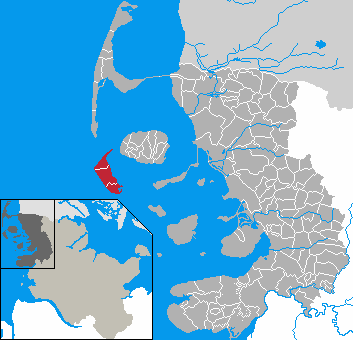
Lage des ehemaligen Amtes Amrum im Kreis Nordfriesland

Das Amt Amrum war ein Amt im Kreis Nordfriesland und umfasste die drei Gemeinden Nebel, Norddorf und Wittdün der Insel Amrum. Das Amt wies eine Fläche von gut 20 km² und zuletzt etwa 2300 Einwohner auf. Sitz der Amtsverwaltung war Nebel.

## Geschichte
1889 wurde im Kreis Tondern der Amtsbezirk Amrum aus der Gemeinde Amrum gebildet. Am 13. Oktober 1912 wurde aus dem südlichen Teil der Insel die Gemeinde Wittdün, am 25. Juli 1925 aus dem nördlichen Teil die Gemeinde Norddorf gebildet. Die Restgemeinde benannte sich am 23. Februar 1926 in Nebel um.
1948 wurde der Amtsbezirk aufgelöst und die drei Gemeinden bildeten fortan das Amt Amrum, das 1970 mit dem überwiegenden Teil des Kreises Südtondern zum Kreis Nordfriesland kam.
Im Zuge der Verwaltungsstrukturreform schlossen sich die Gemeinden des Amtes Amrum mit den Gemeinden der Insel Föhr zum 1. Januar 2007 zum Amt Föhr-Amrum zusammen, dessen Verwaltungssitz in Wyk ist. In der ehemaligen Amtsverwaltung in Nebel befindet sich nun eine Außenstelle der neuen Verwaltung.